# Laird

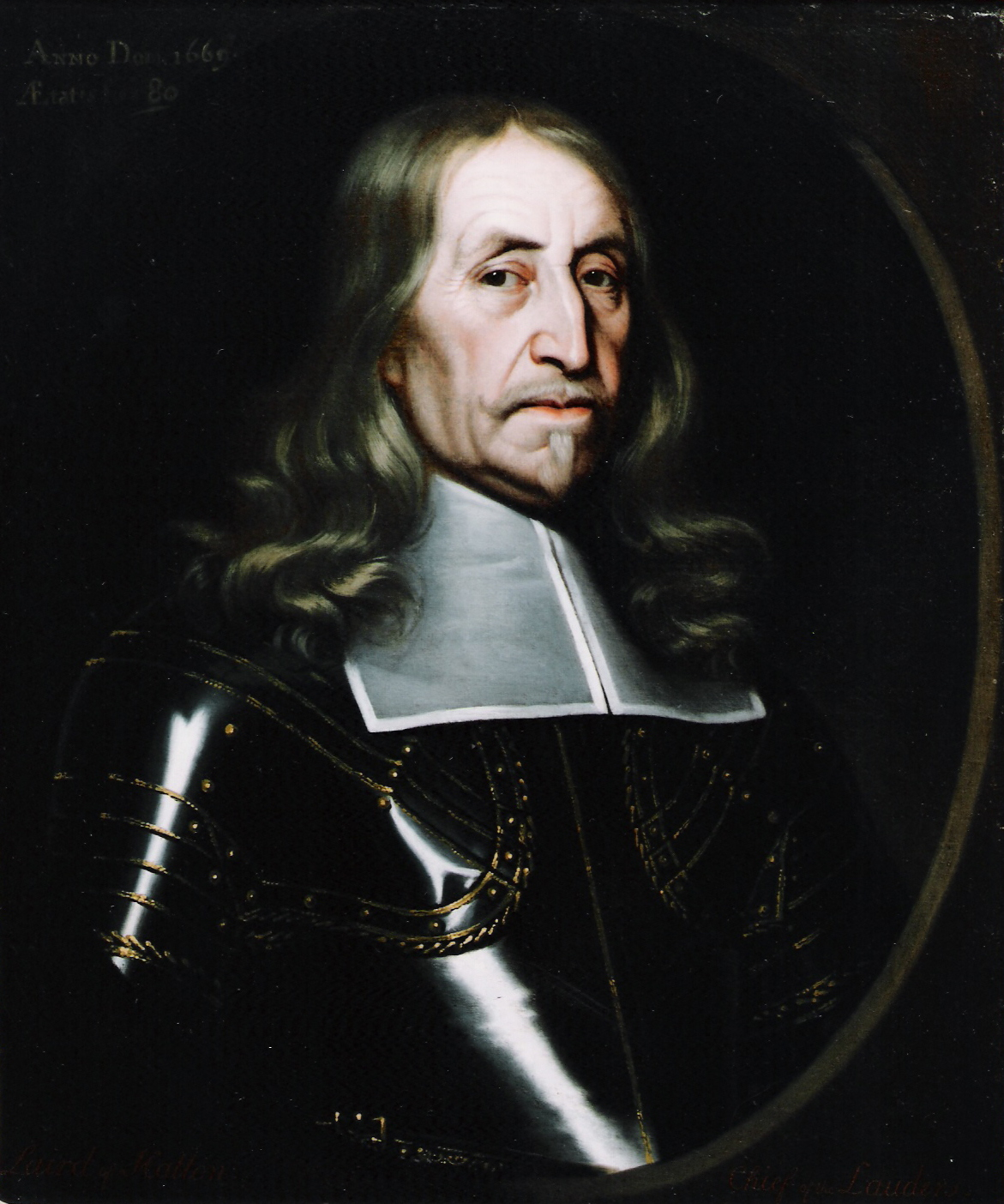
Richard Lauder, Laird van Haltoun

Een Laird is  in Schotland een erfelijke titel voor de eigenaar van een landgoed. De titel Laird kan zekere lokale of feodale rechten met zich meebrengen. In tegenstelling tot een Lordship heeft een Lairdship echter nooit stemrecht gekend, noch in het historische Parlement van Schotland, noch na de vereniging met het Koninkrijk Engeland, in het Britse Hogerhuis
Hoewel traditioneel vertaald als Lord, is Laird geen adellijke titel. In tegenstelling tot de titel Lord of the Manor, is de titel Laird erfelijk en expliciet verbonden aan het fysieke landgoed.
De titel laird (laird van [Lairdship]) kan op een bepaald moment slechts door één persoon worden gedragen en kan niet worden gekocht of verkocht zonder tegelijkertijd het land te kopen of te verkopen. Hoewel de titel Laird niet geslachts-specifiek is, laten sommige vrouwelijke Lairds zich in recente tijden aanspreken met de titel Lady.

## Aanspreekvorm van een Laird
- Laird [Persoonsnaam] van [Lairdship] of
- Lady [Persoonsnaam] van [Lairdship]

Er wordt geen lidwoord gebruikt en het woordje "van" (Lairdship) moet worden gehandhaafd om het onderscheid te maken met adellijke titels. In sommige gevallen wordt Laird vertaald met Lord, maar dit kan verwarring scheppen.